# Commission permanente sur le renseignement de la Chambre des représentants des États-Unis

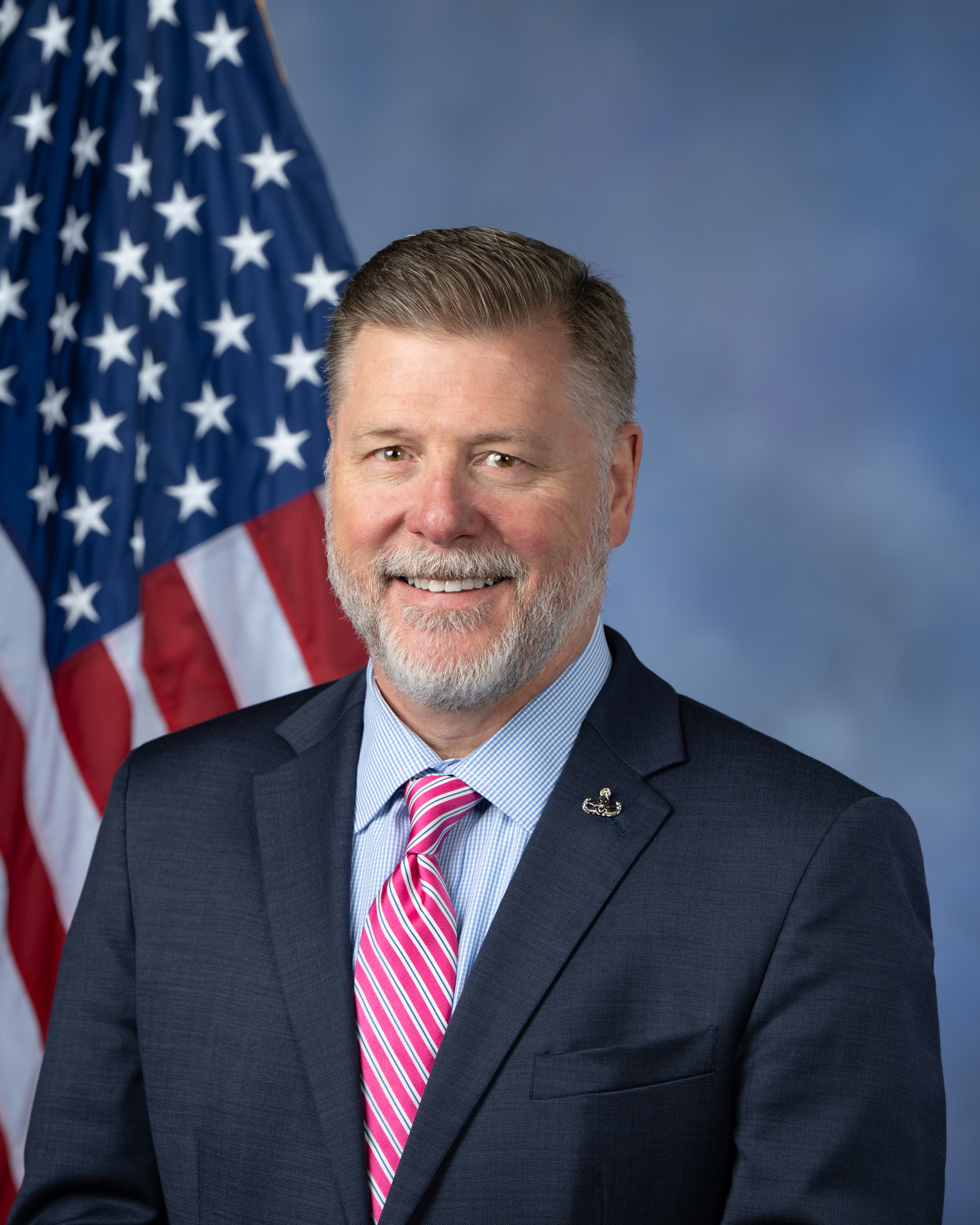
Rick Crawford, actuel président du Comité sur le Renseignement.

La Commission permanente sur le renseignement de la Chambre des représentants des États-Unis est une commission permanente du Congrès des États-Unis sous la responsabilité de la Chambre des représentants. Sa tâche principale est de surveiller les activités des agences de renseignement américaines qui font officiellement partie de l’Intelligence Community. Ses actions sont menées en collaboration avec la Commission des forces armées de la Chambre des représentants des États-Unis et d'autres institutions militaires américaines
Cette commission succède à la Select Committee on Intelligence qui a existé de 1975 à 1977. La résolution 658 lui a donné le statut de commission permanente le 14 juillet 1977.

## Institutions supervisées
La commission supervise en partie ou complètement les activités d'institutions rattachées au département exécutif fédéral des États-Unis et d'agences indépendantes du gouvernement des États-Unis :
- Office of the Director of National Intelligence
- Central Intelligence Agency
- Defense Intelligence Agency
- Département de la Défense
- Département de l'Énergie
- Département de la Sécurité intérieure
- Département de la Justice
- Département d'État
- Département du Trésor
- Drug Enforcement Administration
- Federal Bureau of Investigation
- National Geospatial-Intelligence Agency
- National Reconnaissance Office
- National Security Agency
- Office of Naval Intelligence
- Air Force Intelligence, Surveillance and Reconnaissance Agency (en)
- United States Army Intelligence and Security Command
- United States Coast Guard
- Marine Corps Intelligence Activity (en)

## Membres pour chaque législature

### Membres durant le116econgrès(2019-2021)
Le comité est dirigé par le représentant démocrate de Californie Adam Schiff. 
| Majorité | Opposition |
| --- | --- |
| - Adam Schiff, Chairman (président), Californie - Jim Himes, Connecticut - Terri Sewell, Alabama - André Carson, Indiana - Jackie Speier, Californie - Michael Quigley, Illinois - Eric Swalwell, Californie - Joaquín Castro, Texas - Dennis Heck, Washington - Sean Patrick Maloney, New York - Val Demings, Floride - Raja Krishnamoorthi, Illinois - Peter Welch, Vermont | - Devin Nunes, Ranking Member, Californie - Mike Conaway, Texas - Mike Turner, Ohio - Brad Wenstrup, Ohio - Chris Stewart, Utah - Rick Crawford, Arkansas - Elise Stefanik, New York - Will Hurd, Texas - Vacant, Initialement occupé par John Ratcliffe nommé directeur du renseignement national à partir du 26 mai 2020. |

### Membres durant le115econgrès(2017-2019)
| Majorité | Opposition |
| --- | --- |
| - Devin Nunes, Chairman (président) Californie - Mike Conaway, Texas - Peter T. King, New York - Frank LoBiondo, New Jersey - Rick Crawford, Arkansas - Trey Gowdy, Caroline du Sud - Tom Rooney, Floride - Will Hurd, Texas - Ileana Ros-Lehtinen, Floride - Mike Turner, Ohio - Brad Wenstrup, Ohio - Chris Stewart, Utah - Elise Stefanik, New York | - Adam Schiff, Ranking Member, Californie - Jim Himes, Connecticut - Terri Sewell, Alabama - André Carson, Indiana - Jackie Speier, Californie - Michael Quigley, Illinois - Eric Swalwell, Californie - Joaquín Castro, Texas - Dennis Heck, Washington |